# Nothopanus
Nothopanus es un género de  hongos en la familia Marasmiaceae. El género fue circunscrito por el micólogo norteamericano Rolf Singer en 1944.